# Гринкруг, Лев Соломонович
Лев Соломонович Гринкруг (15 марта 1955, Комсомольск-на-Амуре — 9 июня 2014) — советский и российский инженер, финансист; ректор Приамурского государственного университета имени Шолом-Алейхема (с 2006 года).

## Биография
Родился 15 марта 1955 г. в г. Комсомольске-на-Амуре Хабаровского края.
В 1970 г. поступил в Комсомольский-на-Амуре политехнический техникум, который окончил в 1974 году по специальности «Судовые машины и механизмы». В это же время в 1973 году окончил 11 классов очно-заочной школы рабочей молодежи № 6; в 1972—1973 гг. работал слесарем-монтажником на заводе им. Ленинского комсомола.
После окончания техникума с 1974 г. по 1976 г. служил в рядах Советской армии. По окончании службы в армии в 1976 г. поступил в Комсомольский-на-Амуре политехнический институт, который окончил в 1981 г. по специальности «Судовые силовые установки».
С 1981 г. по 1982 г. стажер-исследователь кафедры турбиностроения Ленинградского политехнического института им. М. И. Калинина; с 1982 г. по 1985 г.- аспирант этой же кафедры.
В 1985 году защитил кандидатскую диссертацию по специальности 05.04.12 «Турбомашины».
С 1986 г. по 1992 г. работал ассистентом, старшим преподавателем и доцентом кафедр «Гидромеханика и теория корабля» и «Кораблестроение» Комсомольского-на-Амуре политехнического института. В это же время исполнял обязанности заместителя декана и декана кораблестроительного факультета.
В 1991 г. поступил в Хабаровский институт народного хозяйства, который окончил в 1996 г. по специальности «Финансы и кредит».
С 1992 г. по 2000 г. работал проректором по экономической и коммерческой работе Комсомольского-на-Амуре государственного педагогического института (с 1999 г. — университета).
С 2000 г. по 2006 г. работал проректором по экономической работе, а с 2005 года — проректором по информационным технологиях и экономике Хабаровского государственного педагогического университета (с 2005 г. — Дальневосточного государственного гуманитарного университета).
В мае 2006 г., на альтернативной основе, был избран ректором Дальневосточной Государственной Социально-Гуманитарной Академии (до 2005 г. Биробиджанского государственного педагогического института).
15 марта 2016 года состоялась торжественная церемония открытия мемориальной доски в память о Льве Соломоновиче Гринкруге, ректоре университета с 2006 по 2014 гг.

## Награды
- Орден «Знак почета» (1981),
- Знак ЦК ВЛКСМ «За активную работу в студенческих отрядах» (1981),
- Медаль «300 лет Российскому флоту» (1996),
- Нагрудный знак Министерства образования РФ «Почетный работник высшего профессионального образования» (1999),
- «За укрепление боевого содружества» (2005).
- Заслуженный работник Высшей школы Российской Федерации (2011)[2]